# Multivector
En álgebra multilineal, un multivector, a veces también denominado número de Clifford o multor, es un elemento del álgebra exterior Λ(V)) de un espacio vectorial V. Esta álgebra es graduada, asociativa y alterna, y consiste en combinaciones lineales de k-vectores simples (también conocidos como k-vectores descomponibles o k-cuchillas) de la forma
{\displaystyle v_{1}\wedge \cdots \wedge v_{k}}
donde {\displaystyle v_{1},\ldots ,v_{k}} pertenecen a V.
Un k-vector es una combinación lineal que es homogénea de grado k (todos los términos son k-cuchillas con el mismo k). Dependiendo de los autores, un multivector también puede ser un k-vector o cualquier elemento del álgebra exterior (cualquier combinación lineal de k-cuchillas con valores potencialmente diferentes de k).
En geometría diferencial, un k-vector es un vector en el álgebra exterior del espacio vectorial tangente; es decir, es un tensor antisimétrico obtenido tomando combinaciones lineales del producto exterior de k vectores tangentes, para algún número entero k ≥ 0. Una k-forma diferencial es un k-vector en el álgebra exterior del dual del espacio tangente, que también es dual del álgebra exterior del espacio tangente.
Para k= 0, 1, 2 y 3, los k-vectores a menudo se denominan respectivamente escalares, vectores, bivectores y trivectores; que son respectivamente duales a 0-formas, 1-formas, 2-formas y 3-formas.

## Producto exterior
El producto exterior (también llamado producto cuña, por el símbolo Λ) utilizado para construir multivectores es multilineal (lineal en cada entrada), asociativo y alterno. Esto significa que para los vectores u, v y w en un espacio vectorial V y para los escalares {\displaystyle \alpha {\text{ y }}\beta }, el producto exterior tiene las propiedades siguientes:
- Lineal en una entrada: {\displaystyle \mathbf {u} \wedge (\alpha \mathbf {v} +\beta \mathbf {w} )=\alpha \mathbf {u} \wedge \mathbf {v} +\beta \mathbf {u} \wedge \mathbf {w} ;}
- Asociativo: {\displaystyle (\mathbf {u} \wedge \mathbf {v} )\wedge \mathbf {w} =\mathbf {u} \wedge (\mathbf {v} \wedge \mathbf {w} );}
- Alterno: {\displaystyle \mathbf {u} \wedge \mathbf {u} =0.}

El producto exterior de k-vectores o una suma de dichos productos (para un solo k) se denomina multivector de grado k, o k-vector. El grado máximo de un multivector es la dimensión del espacio vectorial V.
La linealidad en cualquiera de las entradas junto con la propiedad alterna implica la linealidad en la otra entrada. La multilinealidad del producto exterior permite expresar un multivector como una combinación lineal de productos exteriores de vectores base de V. El producto exterior de k vectores base de V es la forma estándar de construir cada elemento base para el espacio de k-vectores, que tiene dimensión (n
k) en el álgebra exterior de un espacio vectorial de n dimensiones.

## Área y volumen
El k-vector obtenido del producto exterior de k vectores separados en un espacio n-dimensional tiene componentes que definen los (k − 1)-volúmenes proyectados de los k-paralelotopos abarcados por los vectores. La raíz cuadrada de la suma de los cuadrados de estos componentes define el volumen del k-paralelotopo.
Los siguientes ejemplos muestran que un bivector en dos dimensiones mide el área de un paralelogramo y la magnitud de un bivector en tres dimensiones también mide el área de un paralelogramo. De manera similar, un trivector en tres dimensiones mide el volumen de un paralelepípedo.
Es fácil comprobar que la magnitud de un trivector en cuatro dimensiones mide el volumen del paralelepípedo abarcado por estos vectores.

### Multivectores en R2
Las propiedades de los multivectores se pueden ver considerando el espacio vectorial bidimensional V= R2. Sean los vectores base e1 y e2, por lo que u y v están dados por
{\displaystyle \mathbf {u} =u_{1}\mathbf {e} _{1}+u_{2}\mathbf {e} _{2},\quad \mathbf {v} =v_{1}\mathbf {e} _{1}+v_{2}\mathbf {e} _{2},}
y el multivector u ∧ v, también llamado bivector, se calcula como:
{\displaystyle \mathbf {u} \wedge \mathbf {v} \ =\ {\begin{vmatrix}u_{1}&v_{1}\\u_{2}&v_{2}\end{vmatrix}}\ (\mathbf {e} _{1}\wedge \mathbf {e} _{2}).}
Las barras verticales indican el determinante de la matriz, que es el área del paralelogramo abarcado por los vectores u y v. La magnitud de u ∧ v es el área de este paralelogramo. Obsérvese que debido a que V tiene dimensión dos, el bivector base e1 ∧ e2 es el único multivector en ΛV.
La relación entre la magnitud de un multivector y el área o volumen abarcado por los vectores es una característica importante en todas las dimensiones. Además, la versión funcional lineal de un multivector que calcula este volumen se conoce como forma diferencial.

### Multivectores en R3
Se pueden ver más características de los multivectores considerando el espacio vectorial tridimensional V= R3. En este caso, sean los vectores de una base e1, e2 y e3, por lo que u, v  y w están dados por
{\displaystyle {\begin{aligned}\mathbf {u} &=u_{1}\mathbf {e} _{1}+u_{2}\mathbf {e} _{2}+u_{3}\mathbf {e} _{3},&\mathbf {v} &=v_{1}\mathbf {e} _{1}+v_{2}\mathbf {e} _{2}+v_{3}\mathbf {e} _{3},&\mathbf {w} &=w_{1}\mathbf {e} _{1}+w_{2}\mathbf {e} _{2}+w_{3}\mathbf {e} _{3},\end{aligned}}}
y el bivector u ∧ v se calcula como
{\displaystyle \mathbf {u} \wedge \mathbf {v} \ =\ {\begin{vmatrix}u_{2}&v_{2}\\u_{3}&v_{3}\end{vmatrix}}\left(\mathbf {e} _{2}\wedge \mathbf {e} _{3}\right)+{\begin{vmatrix}u_{1}&v_{1}\\u_{3}&v_{3}\end{vmatrix}}\left(\mathbf {e} _{1}\wedge \mathbf {e} _{3}\right)+{\begin{vmatrix}u_{1}&v_{1}\\u_{2}&v_{2}\end{vmatrix}}\left(\mathbf {e} _{1}\wedge \mathbf {e} _{2}\right).}
Los componentes de este bivector son los mismos que los componentes del producto vectorial. La magnitud de este bivector es la raíz cuadrada de la suma de los cuadrados de sus componentes.
Esto muestra que la magnitud del bivector u ∧ v es el área del paralelogramo abarcada por los vectores u y v tal como se encuentra en el espacio tridimensional V. Los componentes del bivector son las áreas proyectadas del paralelogramo en cada uno de los tres planos de coordenadas.
Obsérvese que debido a que V tiene dimensión tres, hay una base de trivectores en ΛV. El trivector se calcula de la forma siguiente:
{\displaystyle \mathbf {u} \wedge \mathbf {v} \wedge \mathbf {w} \ =\ {\begin{vmatrix}u_{1}&v_{1}&w_{1}\\u_{2}&v_{2}&w_{2}\\u_{3}&v_{3}&w_{3}\end{vmatrix}}\left(\mathbf {e} _{1}\wedge \mathbf {e} _{2}\wedge \mathbf {e} _{3}\right).}
Esto demuestra que la magnitud del trivector u ∧ v ∧ w es el volumen del paralelepípedo abarcado por los tres vectores u, v y w.
En espacios de dimensiones superiores, los trivectores componentes son proyecciones del volumen de un paralelepípedo sobre los 3-espacios coordenados, y la magnitud del trivector es el volumen del paralelepípedo tal como se asienta en el espacio de dimensiones superiores.

## Coordenadas de Grassmann
En esta sección, se consideran los multivectores en un espacio proyectivo Pn, que proporcionan un conjunto conveniente de coordenadas para rectas, planos e hiperplanos que tienen propiedades similares a las coordenadas homogéneas de los puntos, llamadas coordenadas de Grassmann.
Los puntos en un espacio proyectivo real Pn se definen como rectas que pasan por el origen del espacio vectorial Rn+1. Por ejemplo, el plano proyectivo P2 es el conjunto de líneas rectas que pasan por el origen de R3. Por lo tanto, los multivectores definidos en Rn+1 pueden verse como multivectores en Pn.
Una manera conveniente de ver un multivector en Pn es examinarlo en un componente afín de Pn, que es la intersección de las rectas que pasan por el origen de Rn+1 con un hiperplano seleccionado, como H: xn+1= 1. Las líneas que pasan por el origen de R3 intersecan el plano E: z= 1 para definir una versión afín del plano proyectivo al que solo le faltan los puntos para los que z= 0, llamados puntos en el infinito.

### Multivectores enP2
Los puntos en la componente afín E: z= 1 del plano proyectivo tienen coordenadas x= (x, y, 1). Una combinación lineal de dos puntos p= (p1, p2, 1) y q= (q1, q2, 1) define un plano en R3 que corta a E en la recta que une p y q. El multivector p ∧ q define un paralelogramo en R3 dado por
{\displaystyle \mathbf {p} \wedge \mathbf {q} \ =\ (p_{2}-q_{2})(\mathbf {e} _{2}\wedge \mathbf {e} _{3})+(p_{1}-q_{1})(\mathbf {e} _{1}\wedge \mathbf {e} _{3})+(p_{1}q_{2}-q_{1}p_{2})(\mathbf {e} _{1}\wedge \mathbf {e} _{2}).}
Obsérvese que la sustitución de αp + βq por p multiplica este multivector por una constante. Por lo tanto, las componentes de p ∧ q son coordenadas homogéneas para el plano que pasa por el origen de R3.
El conjunto de puntos x= (x, y, 1) en la recta que pasa por p y q es la intersección del plano definido por p ∧ q con el plano E: z= 1. Estos puntos satisfacen que x ∧ p ∧ q= 0, es decir,
{\displaystyle \mathbf {x} \wedge \mathbf {p} \wedge \mathbf {q} \ =\ (x\mathbf {e} _{1}+y\mathbf {e} _{2}+\mathbf {e} _{3})\wedge {\big (}(p_{2}-q_{2})(\mathbf {e} _{2}\wedge \mathbf {e} _{3})+(p_{1}-q_{1})(\mathbf {e} _{1}\wedge \mathbf {e} _{3})+(p_{1}q_{2}-q_{1}p_{2})(\mathbf {e} _{1}\wedge \mathbf {e} _{2}){\big )}=0,}
que se simplifica a la ecuación de una recta
{\displaystyle \lambda :x(p_{2}-q_{2})+y(p_{1}-q_{1})+(p_{1}q_{2}-q_{1}p_{2})=0.}
Esta ecuación se satisface con los puntos x= αp + βq para valores reales de {\displaystyle \alpha {\text{ y }}\beta }.
Los tres componentes de p ∧ q que definen la recta λ se denominan coordenadas de Grassmann de la recta. Debido a que tres coordenadas homogéneas definen tanto un punto como una línea recta, se dice que la geometría de los puntos es dual a la geometría de las rectas en el plano proyectivo. Esta propiedad se denomina principio de dualidad.

### Multivectores enP3
El espacio proyectivo tridimensional, P3, consta de todas las rectas que pasan por el origen de R4. Sea el hiperplano tridimensional, H: w= 1, el componente afín del espacio proyectivo definido por los puntos x= (x, y, z, 1). El multivector p ∧ q ∧ r define un paralelepípedo en R4 dado por
{\displaystyle \mathbf {p} \wedge \mathbf {q} \wedge \mathbf {r} ={\begin{vmatrix}p_{2}&q_{2}&r_{2}\\p_{3}&q_{3}&r_{3}\\1&1&1\end{vmatrix}}\mathbf {e} _{2}\wedge \mathbf {e} _{3}\wedge \mathbf {e} _{4}+{\begin{vmatrix}p_{1}&q_{1}&r_{1}\\p_{3}&q_{3}&r_{3}\\1&1&1\end{vmatrix}}\mathbf {e} _{1}\wedge \mathbf {e} _{3}\wedge \mathbf {e} _{4}+{\begin{vmatrix}p_{1}&q_{1}&r_{1}\\p_{2}&q_{2}&r_{2}\\1&1&1\end{vmatrix}}\mathbf {e} _{1}\wedge \mathbf {e} _{2}\wedge \mathbf {e} _{4}+{\begin{vmatrix}p_{1}&q_{1}&r_{1}\\p_{2}&q_{2}&r_{2}\\p_{3}&q_{3}&r_{3}\end{vmatrix}}\mathbf {e} _{1}\wedge \mathbf {e} _{2}\wedge \mathbf {e} _{3}.}
Obsérvese que la sustitución de αp + βq + γr por p multiplica este multivector por una constante. Por lo tanto, las componentes de p ∧ q ∧ r son coordenadas homogéneas para el espacio tridimensional que pasa por el origen de R4.
Un plano con la componente afín H: w= 1 es el conjunto de puntos x= (x, y, z, 1) en la intersección de H con el espacio tridimensional definido por p ∧ q ∧ r. Estos puntos satisfacen la condición x ∧ p ∧ q ∧ r= 0, es decir,
{\displaystyle \mathbf {x} \wedge \mathbf {p} \wedge \mathbf {q} \wedge \mathbf {r} =(x\mathbf {e} _{1}+y\mathbf {e} _{2}+z\mathbf {e} _{3}+\mathbf {e} _{4})\wedge \mathbf {p} \wedge \mathbf {q} \wedge \mathbf {r} =0,}
que se simplifica a la ecuación de un plano
{\displaystyle \lambda :x{\begin{vmatrix}p_{2}&q_{2}&r_{2}\\p_{3}&q_{3}&r_{3}\\1&1&1\end{vmatrix}}+y{\begin{vmatrix}p_{1}&q_{1}&r_{1}\\p_{3}&q_{3}&r_{3}\\1&1&1\end{vmatrix}}+z{\begin{vmatrix}p_{1}&q_{1}&r_{1}\\p_{2}&q_{2}&r_{2}\\1&1&1\end{vmatrix}}+{\begin{vmatrix}p_{1}&q_{1}&r_{1}\\p_{2}&q_{2}&r_{2}\\p_{3}&q_{3}&r_{3}\end{vmatrix}}=0.}
Esta ecuación se satisface con los puntos x= αp + βq + γr para valores reales de α, ß y γ.
Las cuatro componentes de p ∧ q ∧ r que definen el plano λ se denominan coordenadas de Grassmann del plano. Debido a que cuatro coordenadas homogéneas definen tanto un punto como un plano en el espacio proyectivo, la geometría de los puntos es dual a la geometría de los planos.
Una línea recta como la unión de dos puntos: En el espacio proyectivo, la recta λ que pasa por dos puntos p y q puede verse como la intersección del espacio afín H: w= 1 con el plano x= αp + βq en R4. El multivector p ∧ q proporciona las coordenadas homogéneas de la línea recta
{\displaystyle {\begin{aligned}\lambda :\mathbf {p} \wedge \mathbf {q} &=(p_{1}\mathbf {e} _{1}+p_{2}\mathbf {e} _{2}+p_{3}\mathbf {e} _{3}+\mathbf {e} _{4})\wedge (q_{1}\mathbf {e} _{1}+q_{2}\mathbf {e} _{2}+q_{3}\mathbf {e} _{3}+\mathbf {e} _{4}),\\&={\begin{vmatrix}p_{1}&q_{1}\\1&1\end{vmatrix}}\mathbf {e} _{1}\wedge \mathbf {e} _{4}+{\begin{vmatrix}p_{2}&q_{2}\\1&1\end{vmatrix}}\mathbf {e} _{2}\wedge \mathbf {e} _{4}+{\begin{vmatrix}p_{3}&q_{3}\\1&1\end{vmatrix}}\mathbf {e} _{3}\wedge \mathbf {e} _{4}+{\begin{vmatrix}p_{2}&q_{2}\\p_{3}&q_{3}\end{vmatrix}}\mathbf {e} _{2}\wedge \mathbf {e} _{3}+{\begin{vmatrix}p_{3}&q_{3}\\p_{1}&q_{1}\end{vmatrix}}\mathbf {e} _{3}\wedge \mathbf {e} _{1}+{\begin{vmatrix}p_{1}&q_{1}\\p_{2}&q_{2}\end{vmatrix}}\mathbf {e} _{1}\wedge \mathbf {e} _{2}.\end{aligned}}}
que se conocen como coordenadas plückerianas de la recta, aunque también son un ejemplo de coordenadas de Grassmann.
Una recta como intersección de dos planos: Una recta µ en el espacio proyectivo también se puede definir como el conjunto de puntos x que forman la intersección de dos planos π y ρ definidos por multivectores de grado tres, por lo que los puntos x son las soluciones de las ecuaciones lineales
{\displaystyle \mu :\mathbf {x} \wedge \pi =0,\mathbf {x} \wedge \rho =0.}
Para obtener las coordenadas de Plucker de la línea µ, basta con asignar los multivectores π y ρ a sus coordenadas de punto duales usando el dual de Hodge,.
{\displaystyle \mathbf {e} _{1}={\star }(\mathbf {e} _{2}\wedge \mathbf {e} _{3}\wedge \mathbf {e} _{4}),-\mathbf {e} _{2}={\star }(\mathbf {e} _{1}\wedge \mathbf {e} _{3}\wedge \mathbf {e} _{4}),\mathbf {e} _{3}={\star }(\mathbf {e} _{1}\wedge \mathbf {e} _{2}\wedge \mathbf {e} _{4}),-\mathbf {e} _{4}={\star }(\mathbf {e} _{1}\wedge \mathbf {e} _{2}\wedge \mathbf {e} _{3}),}
y por lo tanto,
{\displaystyle {\star }\pi =\pi _{1}\mathbf {e} _{1}+\pi _{2}\mathbf {e} _{2}+\pi _{3}\mathbf {e} _{3}+\pi _{4}\mathbf {e} _{4},\quad {\star }\rho =\rho _{1}\mathbf {e} _{1}+\rho _{2}\mathbf {e} _{2}+\rho _{3}\mathbf {e} _{3}+\rho _{4}\mathbf {e} _{4}.}
Entonces, las coordenadas de Plücker de la recta µ están dadas por
{\displaystyle \mu :({\star }\pi )\wedge ({\star }\rho )={\begin{vmatrix}\pi _{1}&\rho _{1}\\\pi _{4}&\rho _{4}\end{vmatrix}}\mathbf {e} _{1}\wedge \mathbf {e} _{4}+{\begin{vmatrix}\pi _{2}&\rho _{2}\\\pi _{4}&\rho _{4}\end{vmatrix}}\mathbf {e} _{2}\wedge \mathbf {e} _{4}+{\begin{vmatrix}\pi _{3}&\rho _{3}\\\pi _{4}&\rho _{4}\end{vmatrix}}\mathbf {e} _{3}\wedge \mathbf {e} _{4}+{\begin{vmatrix}\pi _{2}&\rho _{2}\\\pi _{3}&\rho _{3}\end{vmatrix}}\mathbf {e} _{2}\wedge \mathbf {e} _{3}+{\begin{vmatrix}\pi _{3}&\rho _{3}\\\pi _{1}&\rho _{1}\end{vmatrix}}\mathbf {e} _{3}\wedge \mathbf {e} _{1}+{\begin{vmatrix}\pi _{1}&\rho _{1}\\\pi _{2}&\rho _{2}\end{vmatrix}}\mathbf {e} _{1}\wedge \mathbf {e} _{2}.}
Debido a que las seis coordenadas homogéneas de una recta se pueden obtener a partir de la unión de dos puntos o de la intersección de dos planos, se dice que la línea es autodual en el espacio proyectivo.

## Producto de Clifford
W. K. Clifford combinó multivectores con el espacio prehilbertiano definido en el espacio vectorial, para obtener una construcción general para números hipercomplejos que incluye los números complejos habituales y los cuaterniones de Hamilton.
El producto de Clifford entre dos vectores u y v es bilineal y asociativo como el producto exterior, y tiene la propiedad adicional de que el multivector uv está acoplado al producto interior u ⋅ v mediante la relación de Clifford,
{\displaystyle \mathbf {u} \mathbf {v} +\mathbf {v} \mathbf {u} =2\mathbf {u} \cdot \mathbf {v} .}
La relación de Clifford conserva la propiedad anticonmutación para vectores perpendiculares. Esto se puede ver en los vectores unitarios mutuamente ortogonales ei, i= 1, ..., n en Rn: la relación de Clifford produce
{\displaystyle \mathbf {e} _{i}\mathbf {e} _{j}+\mathbf {e} _{j}\mathbf {e} _{i}=2\mathbf {e} _{i}\cdot \mathbf {e} _{j}=\delta _{i,j},}
lo que muestra que los vectores de base se anticonmutan mutuamente,
{\displaystyle \mathbf {e} _{i}\mathbf {e} _{j}=-\mathbf {e} _{j}\mathbf {e} _{i},\quad i\neq j=1,\ldots ,n.}
A diferencia del producto exterior, el producto de Clifford de un vector consigo mismo no es cero. Para verlo, basta con calcular el producto.
{\displaystyle \mathbf {e} _{i}\mathbf {e} _{i}+\mathbf {e} _{i}\mathbf {e} _{i}=2\mathbf {e} _{i}\cdot \mathbf {e} _{i}=2,}
del que resulta
{\displaystyle \mathbf {e} _{i}\mathbf {e} _{i}=1,\quad i=1,\ldots ,n.}
El conjunto de multivectores construido utilizando el producto de Clifford produce un álgebra asociativa conocida como álgebra de Clifford. Se pueden utilizar productos internos con diferentes propiedades para construir diferentes álgebras de Clifford.

## Álgebra geométrica
El término k-cuchilla (traducción del original en inglés k-blade) se introdujo en la obra Clifford Algebra to Geometric Calculus de 1984.
Los multivectores desempeñan un papel central en la formulación matemática de la física conocida como álgebra geométrica. Según David Hestenes,
Los k-vectores [no escalares] a veces se denominan k-blades o simplemente blades, para enfatizar el hecho de que, a diferencia de los 0-vectores (escalares), tienen "propiedades direccionales".
En 2003, C. Doran y A. Lasenby utilizaron el término blade para un multivector que puede escribirse como el producto exterior de [un escalar y] un conjunto de vectores. Aquí, mediante la afirmación "Cualquier multivector se puede expresar como la suma de cuchillas", los escalares se definen implícitamente como 0-cuchillas.
En álgebra geométrica, un multivector se define como la suma de k-cuchillas de diferente grado, como la suma de un escalar, un vector y un 2-vector. Una suma de solo componentes de grado k se denomina k-vector, o multivector homogéneo.
El elemento de mayor grado en un espacio se llama pseudoescalar.
Si un elemento dado es homogéneo de grado k, entonces es un k-vector, pero no necesariamente una k-cuchilla. Tal elemento es una k-cuchilla cuando puede expresarse como el producto exterior de k vectores. Un álgebra geométrica generada por un espacio vectorial de 4 dimensiones ilustra el punto con un ejemplo: la suma de dos cuchillas cualesquiera, una tomada del plano XY y la otra tomada del plano ZW, formará un 2-vector que no es una 2-cuchilla. En un álgebra geométrica generada por un espacio vectorial de dimensión 2 o 3, todas las sumas de 2-cuchillas se pueden expresar como una única 2-cuchilla.

### Ejemplos
- Los 0-vectores son escalares
- Los 1-vectores son vectores
- Los 2-vectores son bivectores
- Los (n- 1) vectores son vectores axiales
- Los n-vectores son pseudoescalares

En presencia de una forma de volumen (como cuando se da un espacio prehilbertiano y una orientación), los pseudovectores y pseudoescalares se pueden identificar con vectores y escalares, lo cual es una rutina en el cálculo vectorial, pero sin una forma de volumen, esto no se puede hacer sin realizar una elección arbitraria.
En álgebra del espacio físico (el álgebra geométrica del 3-espacio euclídeo, utilizado como modelo del (3+1)-espacio-tiempo), una suma de un escalar y un vector se llama paravector y representa un punto en el espacio-tiempo (el vector en el espacio, y el escalar en el tiempo).

### Bivectores
Un bivector es un elemento del producto tensorial antisimétrico de un espacio tangente consigo mismo.
En álgebra geométrica, además, un bivector es un elemento de grado 2 (un 2-vector) resultante del producto exterior de dos vectores, por lo que es geométricamente un área orientada, de la misma manera que un vector es un segmento de línea orientado. Si a y b son dos vectores, el bivector a ∧ b tiene
- Una norma que es su área, dada por
{\displaystyle \left\|\mathbf {a} \wedge \mathbf {b} \right\|=\left\|\mathbf {a} \right\|\,\left\|\mathbf {b} \right\|\,\sin(\phi _{a,b})}
- Una dirección: el plano donde se encuentra esa área, es decir, el plano determinado por a y b, siempre que sean linealmente independientes
- Una orientación (de dos), determinada por el orden en que se multiplican los vectores originarios

Los bivectores están conectados a los vectores axiales y se utilizan para representar rotaciones en álgebra geométrica.
Como los bivectores son elementos de un espacio vectorial Λ2V (donde V es un espacio vectorial de dimensión finita con dim V= n), tiene sentido definir un espacio prehilbertiano en este espacio vectorial de la siguiente manera. Primero, elíjase cualquier elemento F ∈ Λ2V en términos de una base (ei ∧ ej)1 ≤ i < j ≤ n of Λ2V como
{\displaystyle F=F^{ab}\mathbf {e} _{a}\wedge \mathbf {e} _{b}\quad (1\leq a<b\leq n),}
donde se utiliza convenio de suma de Einstein.
Ahora, se debe definir una aplicación G : Λ2V × Λ2V → R insistiendo en que
{\displaystyle G(F,H):=G_{abcd}F^{ab}H^{cd},}
donde {\displaystyle G_{abcd}} es un conjunto de números.

## Aplicaciones
Los bivectores desempeñan numerosas funciones importantes en física, como por ejemplo, en la clasificación de campos electromagnéticos.